# Гаан, Трейси
Трейси Гаан (англ. Tracy Gahan; род. 18 июля 1980 года, Мак-Кинни, Техас, США) — американская профессиональная баскетболистка, выступавшая в женской национальной баскетбольной лиге. Она была выбрана на драфте ВНБА 2002 года в третьем раунде под общим сорок шестым номером командой «Нью-Йорк Либерти». Играла на позиции лёгкого форварда. Чемпионка женской НБЛ (2008).

## Ранние годы
Трейси Гаан родилась 18 июля 1980 года в городе Мак-Кинни, штат Техас, в семье Джона и Терри Гаан, у неё есть два брата, Джефф и Брайан, училась там же в одноимённой средней школе, в которой играла за местную баскетбольную команду.

## Личная жизнь
Жената на австралийской баскетболистке Эрин Филлипс.